# Natural Selection 2
Natural Selection 2 (с англ. — «Естественный отбор 2») — многопользовательская компьютерная игра в жанре стратегии и шутера от первого лица. Выпуск игры состоялся 31 октября 2012 года. Действия игры происходят через несколько лет после оригинала.

## Геймплей
В самом начале игры пользователю предлагается пройти в одиночку обучающую миссию, чтобы научиться основным возможностям управления и понять правила игры. После быстрого обучения можно переходить к многопользовательскому режиму, где на поле боя сталкиваются две противоположные расы: люди и Хараа. На каждой карте команды начинают сражаться друг против друга, постепенно захватывая новые комнаты под свой контроль. Противостояние проходит по схеме: уничтожение вражеских существ, захват комнаты и её удержание на время строительства, дальнейший захват новых территорий. Для успешного выполнения операций в команде надо выбрать лидера, который будет строить тактику сражения и направлять союзников.

## Разработка
Игра официально анонсирована в октябре 2006 года. Разработчиком объявили недавно созданную компанию Unknown Worlds Entertainment, оригинальных создателей Natural Selection.
1 декабря 2006 года — состоялся анонс возможной функции под названием Dynamic Infestation (рус. «Динамическое заражение»). Демонстрация функции была выложена в официальном блоге разработчиков Unknown Worlds.
10 июля 2008 года — разработчики анонсировали переход от Source Engine на собственный игровой движок Spark.
В октябре 2009 — компания объявила о том что планируется поддержка macOS, Xbox 360 и Linux.
В феврале 2010 года — Макс МакГуайр сказал о том, что в окончательном релизе поддержки не будет, а игра заработала $200,000 на предзаказах и $500,000 от меценатов.
13 июля 2010 года — Unknown Worlds Entertainment объявила, что закрытая альфа-версия игры будет доступна в Steam для всех обладателей Special Edition. 18 ноября 2010 года стартовал закрытый бета-тест игры, который был доступен всем покупателям Special Edition.
31 октября 2012 года — состоялся релиз игры для Windows.

## Критика
| Сводный рейтинг | Сводный рейтинг |
| Агрегатор       | Оценка          |
| --------------- | --------------- |
| GameRankings    | 79,53 %         |

На AG.ru игра получила оценку в 80 %.

### Продажи
За первую неделю было продано 144 тыс. копий игры, что принесло более 1 миллиона долларов. По состоянию на 26 февраля 2013 года было продано более 300 тыс. копий игры. Летом 2018 года, благодаря уязвимости в защите Steam Web API, стало известно, что точное количество пользователей сервиса Steam, которые играли в игру хотя бы один раз, составляет 1 993 899 человек.